# Joc de rol cu multiplayer online în masă
Un joc video de rol online amplu multi-jucător prescurtat MMORPG (engleză: Massively multiplayer online role-playing game), este un gen de jocuri pe calculator. Este un joc în care un numǎr mare de jucǎtori interacṭioneazǎ unul cu altul într-o lume virtuală. Ca în toate jocurile de tip RPG, jucǎtorul își asumǎ rolul unui caracter ficṭional (într-o lume fantasticǎ, de obicei) și preia controlul asupra acṭiunilor lui. Jocurile MMORPG se disting de cele tip single player sau cele din reṭea prin numărul de jucǎtori și prin faptul că lumea persistă de-a lungul timpului.

## Serverele private
Un server privat este un server (de obicei emuator al serverului producătorului) condus de persoane fizice sau de grupuri cu scopul de a oferi o alternativǎ gratuitǎ serverului oficial. Oricine își creezǎ un server privat are control total asupra lumii virtuale existente pe acel server. De obicei aceste servere private încalcǎ acordul de licențǎ al jocului respectiv, făcându-le ilegale. În noiembrie 2006, NCSoft (o companie care a produs mai multe jocuri MMORPG) împreunǎ cu FBI a închis mai multe servere private, unele având pânǎ la 50.000 de membri activi.
Serverele private sunt de obicei conduse de voluntari și majoritatea sunt gratuite. Unii administratori acceptǎ donații, de obicei în schimbul lor oferind un bonus în joc. Serverele private pot ajunge până la câteva mii de jucători înregistrați. Pentru cele mai populare jocuri MMORPG s-au creat diferite emulatoare, exemple: EQEmu pentru jocul EverQuest, L2j pentru Lineage II etc.
În ziua de azi ,sunt multe jocuri MMORPG.